# Dolophones conifera
Dolophones conifera (лат.) — вид пауков из семейства кругопрядов (Araneidae).
Для маскировки способен расстилать своё тело по дереву. Обитает в Западной Австралии вместе с несколькими другими видами из рода Dolophones.

## Поведение
По вечерам, Dolophones conifera проводит время на паутине.
В течение дня маскируется характерным способом под ветви и стволы дерева.
Могут передвигаться по земле.